# Saint-Genès-de-Blaye

Saint-Genès-de-Blaye este o comună în departamentul Gironde din sud-vestul Franței. În 2009 avea o populație de 469 de locuitori.

## Evoluția populației
| An        | 1975 | 1982 | 1990 | 1999 | 2006 | 2009 |
| --------- | ---- | ---- | ---- | ---- | ---- | ---- |
| Populație | 400  | 387  | 428  | 396  | 441  | 469  |